# Little Sis Nora
Nora Maria Ekberg, mer känd under artistnamnet Little Sis Nora, född 28 augusti 1996 i Borås, är en svensk musikartist och låtskrivare. Hon är yngre syster till och samarbetar med musikern Aron Ekberg, alias AronChupa.
Nora Ekberg växte upp i Borås och studerade en tid musik i Los Angeles men har främst verkat som sångare och skådespelare i en rad surrealistiskt humoristiska sånger och musikvideor av och med brodern AronChupa sedan tidiga 2010-talet. Via kontrakt med Sony Music slog de igenom 2014 med debutlåten och musikvideon "I'm an Albatraoz", som snabbt blev en internationell hit med över en miljard visningar på Youtube och drygt 350 miljoner spelningar på Spotify. Vid genombrottet gick Nora fortfarande på gymnasiet.
Sedan dess har syskonen gjort en rad låtar och musikvideor och turnerat runt i världen. Med låten "Fun" (2020) gjorde hon ett solonummer med koppling till coronapandemins kaos och restriktioner. En av deras låtar, "Little Swing", ingår i den amerikanska Marvel-tv-serien Runaways (2017-2018).